# Shogun (novela)
Shogun es una novela histórica de aventuras escrita por James Clavell y publicada originalmente en 1975. La acción se desarrolla en el Japón feudal del año 1600, algunos meses antes de la batalla crucial de Sekigahara. Narra la subida al shogunato del daimyō Toranaga (nombre ficticio para Tokugawa Ieyasu), a través de la visión de un marinero inglés cuyas hazañas están basadas vagamente en las de William Adams.
Sirve como la primera novela en la cronología interna de la Saga asiática del autor y se convirtió en un notable éxito de ventas, hasta que en 1990, el libro había vendido quince millones de copias en todo el mundo. Se estrenó una miniserie en ocho capítulos con el mismo nombre, dirigida por Jerry London en 1980 y una serie de televisión homónima, estrenada en 2024.

## Premisa
El libro sigue las aventuras de un marinero inglés con oficio de piloto (navegante) John Blackthorne, estuvo al servicio de Holanda, es capturado por los japoneses junto a su tripulación en 1600 al encallar en las playas del Japón feudal.
Aunque los nombres de los personajes han sido convenientemente deformados, la novela trata el conflicto que llevó a Tokugawa Ieyasu (Yoshi Toranaga en la novela) a convertirse en Shōgun de Japón, y fundar una dinastía que ocuparía el poder hasta el siglo XIX. El libro está dividido en seis partes y la tercera es la más larga. Hay tramas muy complicadas que se extienden más allá del drama histórico y el político, ya que también hay tintes de romanticismo, sexo, valentía, deber y creencias religiosas.

## Argumento
John Blackthorne, piloto mayor inglés y capitán del buque de guerra holandés Erasmus, naufraga en medio de una tormenta en las costas de Japón. Inglaterra y Holanda buscan alterar las relaciones portuguesas-católicas con Japón y establecer sus propios vínculos a través de alianzas comerciales y militares.
Después de que el Erasmus es arrastrado a la costa japonesa, Blackthorne y unos pocos supervivientes de su tripulación holandesa son capturados por el samurái Kasigi Omi, hasta que llega su daimyō y su tío, Kasigi Yabu. Yabu juzga a Blackthorne y su tripulación como piratas y utiliza a un sacerdote jesuita como intérprete para Blackthorne. Habiendo perdido el juicio, Blackthorne ataca al jesuita y su ruptura del crucifijo del sacerdote muestra que el sacerdote es su enemigo. Los japoneses, que sólo conocen la versión católica del cristianismo, están conmocionados y Yabu los condena a todos a muerte.
Omi, siendo un asesor inteligente, convence a Yabu de que los guarde para aprender más sobre las costumbres europeas. Después de una rebelión fallida de los europeos, Blackthorne acepta someterse a la autoridad japonesa y es albergado como un semi-prisionero en una casa de campesinos amables, mientras que sus y una vez recuperado, decide visitar su barco que está anclado en medio de la bahía. Al subir a bordo, unos guerreros le impiden el paso a la caseta de navegación y debe volver a la playa donde es recibido de modo hostil por un jesuita portugués llamado Padre Sebastião. Mientras discutían, Omi decapita al pescador que ayudó a Blackthorne a llegar a su barco y en ese momento, Blackthorne observa que los japoneses pueden ser amables y brutales a la vez.
Cuando visita a su tripulación, se desata una trifulca y Omi los confina a un hoyo hasta que, en opinión de sus captores, empiezan a comportarse como «personas civilizadas», es decir, dejan de quejarse, de pedir su libertad, de gritar, etc. El choque entre culturas se hace evidente en este tramo de la novela. El término san significa honorable señor en japonés. Incluso Omi-san orina encima de Blackthorne para humillarle y hacerse respetar.
Yabu llega y mata a uno de los marineros de la tripulación, escogido al azar, hirviéndolo vivo en un caldero. Siguiendo el consejo de Omi, Yabu planea aumentar su influencia, quedándose con los fusiles y el dinero del barco de Blackthorne. Sin embargo, es traicionado por un samurái que informa a Toranaga (tratado como Toranaga-sama, título aún más respetuoso que -san), el señor del Kwanto (en realidad la región de Kantō), lo que hoy en día es Tokio y el daimyō más poderoso del país, de la llegada del barco. Ante esto, Yabu se ve obligado a entregarlo a Toranaga, este le confiscaba el barco y todo su contenido pero aunque Toranaga fuera el más grande de los daimyos no tenía jurisdicción sobre Izu (feudo de Yabu) pero este no podía oponerse puesto que si Toranaga era humillado, este enviaría sus fuerzas sobre Yabu el cual sería aplastado. Para evitar la humillación de aceptar una orden de otro daimyō que no tenía derecho sobre él, este le regala el barco. Blackthorne recibe el nombre «Anjin» (que significa piloto en japonés), porque los japoneses no pueden pronunciar su nombre. Le insiste a Omi que le aplique a su nombre el sufijo honorífico '-san', como todos los hombres respetables, y a partir de entonces a Blackthorne se le conoce como «Anjin-san».
Toranaga entrevista a Blackthorne a través de un sacerdote jesuita que hace de intérprete. Blackthorne, al ser inglés y protestante, intenta poner a Toranaga en contra de los jesuitas, que gozan de algunas concesiones y privilegios de tolerancia. Toranaga se sorprende al enterarse de que la religión cristiana está dividida y de que otros países europeos han intentado navegar en las aguas asiáticas desde que la Armada Española fue vencida. La entrevista acaba cuando Ishido, el principal rival de Toranaga, entra en la estancia, ansioso por conocer al «bárbaro».
Para mantenerlo alejado de Ishido, Toranaga mete a Blackthorne en una cárcel de deshonrados y criminales por piratería. Ahí, Blackthorne se hace amigo de un sacerdote dominico, que le da más detalles sobre las concesiones obtenidas por los jesuitas y sobre el comercio con el Barco Negro: Japón necesita la seda china, pero no puede tratar directamente con los chinos; los portugueses hacen de intermediarios, transportando la mercancía en el Barco Negro y sacando enormes beneficios. Con la ayuda del sacerdote, Blackthorne empieza a aprender nociones básicas del idioma y costumbres japoneses.
Después de cuatro días de cautiverio, los hombres de Ishido sacan a Blackthorne de la cárcel, pero Toranaga interviene, quitándoselo a su rival. Toranaga tiene otro intérprete en la siguiente entrevista, la viuda bilingüe Mariko, convertida al cristianismo y dividida entre la lealtad hacia su religión y el hecho de ser samurái y súbdita de Toranaga. Mientras tanto, el regente Toranaga es forzado al suicidio ritual por el Consejo de los Regentes. Para librarse de la orden, tiene que salir del castillo de Osaka, y lo consigue haciéndose pasar por una mujer entre los que dejan el castillo.
Blackthorne se da cuenta de que Toranaga-san está intentando huir y, cuando Ishido se presenta inesperadamente a la puerta del castillo, distrae su atención hacia sí haciendo de loco de remate, los samuráis por regla no pueden matar a un enloquecido, de este modo se salva Toranaga. De esta manera, se va ganando la confianza de Toranaga y se convierte en su súbdito especial.
Blackthorne empieza a mejorar su manejo del idioma japonés y empieza lentamente a comprender a los japoneses, y acaba admirando profundamente su cultura. Sin embargo, los japoneses están divididos hacia las dos facetas de Blackthorne: es un extranjero, un bárbaro, el líder de una chusma inculta y contenciosa (su tripulación), pero también es un marinero excepcional, algo muy apreciado en el Japón medieval que recién se está asomando a la navegación de alta mar.
Por lo tanto, para ellos es simultáneamente un ser despreciable pero a la vez posee un valor incalculable. Un punto de inflexión en esta opinión lo representa el intento de Blackthorne de hacerse seppuku para salvar su honor, al ser insultado gravemente. A los japoneses les impresiona el hecho de que esté dispuesto a suicidarse, pero se lo impiden porque Blackthorne tiene mucho más valor vivo que muerto. Los japoneses empiezan a admirar al «bárbaro» y, a cambio, recibe los títulos de samurái y hatamoto. Para esto, tiene que aprender a comportarse de acuerdo con su nuevo estatus y es ayudado por Mariko.
Blackthorne no puede sustraerse a la dulzura y hermosura de Mariko a pesar de ser una mujer casada, y se encuentra dividido entre el creciente afecto por Mariko (casada con Buntaro, un poderoso y peligroso samurái), la lealtad cada vez mayor hacia Toranaga, y su deseo de volver a mar abierto en su Erasmus para capturar el Barco Negro. Sin embargo, los planes para capturar el Barco Negro se complican por la amistad y el respeto que le tiene Blackthorne al capitán de ese barco, un piloto portugués llamado Rodrigues. Después de un tiempo, va a visitar a los supervivientes de su tripulación y se asombra mucho al ver cuánto ha evolucionado él como persona respecto al modo de vida europeo (sucio, mugriento, mal hablado, contumaz, ignorante y carnívoro). Por lo tanto, sus viejos amigos ahora le disgustan por su cambio repentino en Blackthorne.
Al mismo tiempo, la novela refleja la intensa lucha por el poder entre Toranaga e Ishido, y las maniobras políticas de los jesuitas. También existe un conflicto entre los daimyō cristianos (que desean preservar y aumentar el poder de su Iglesia) y los daimyō que se oponen al cristianismo a favor del shinto y el budismo, las religiones tradicionales.
Ishido tiene secuestrados en Osaka a familiares de otros daimyō, pero los llama invitados. Mientras tenga en su poder a estos rehenes, los otros daimyō, incluido Toranaga, no se atreverían a atacarlo. Ishido planea atraer o forzar a Toranaga a venir al castillo y, cuando todos los regentes estén presentes, obtener una orden de suicidio para su enemigo. Para librar a su dueño de esta situación, Mariko se ofrece voluntaria para ir al Castillo de Osaka con el propósito de enfrentarse a Ishido y de liberar a los rehenes. Durante el largo viaje hacia Osaka, Mariko y Blackthorne materializan íntimamente su mutua atracción.
Una vez allí, Mariko (siguiendo la orden de Toranaga-san de dejar el castillo contra los deseos de Ishido) se enfrenta a Buntaro, que se ve forzado o a deshonrarse a sí mismo al deshonrar a Mariko o a echarse para atrás. Cuando Mariko intenta dejar el castillo, empieza una batalla entre los samuráis de su escolta y los de Ishido, y se ve obligada a renunciar. Sin embargo, ella afirma que, como no puede llevar a cabo una orden de su dueño legítimo, se siente deshonrada y se va a suicidar.
Al ver que está a punto de cumplirlo, Ishido le lleva los papeles para que salga del castillo al día siguiente. Esa noche, un grupo de ninjas contratado por Ishido con la ayuda de Yabú, entra en el castillo para raptar a Mariko. Sin embargo, ella y Blackthorne (que la acompañaba pero no estaba al tanto de los planes de Mariko), junto con otras damas de Toranaga entran en una habitación para escapar. Como los ninjas quieren echar la puerta abajo con explosivos, Mariko se pega a la puerta y declara que ese acto será un suicidio honorable, que demuestra la implicación de Ishido en ese plan vergonzoso.
Mariko es asesinada en la explosión y Blackthorne herido, pero Ishido se ve forzado a dejarlo ir junto con todas las damas, lo que disminuye su influencia. Blackthorne descubre que su barco ha sido incendiado, por lo tanto sus planes de atacar el Barco Negro, de hacerse rico y de volverse a Inglaterra se ven arruinados. Sin embargo, Toranaga le proporciona dinero y obreros para construir un nuevo barco. Toranaga ordena a Yabu-san a suicidarse por haberlo traicionado.
Un tema recurrente en la novela es la afición de Toranaga por los halcones. Los compara con sus vasallos y reflexiona sobre cómo los educa: les enseña la presa, les da bocados para que vuelva a su puño y les vuelve a poner la capucha. La última escena revela, a través del monólogo interior de Toranaga, cómo deja que su premio se desvanezca: él mismo ordenó que incendiaran el barco de Blackthorne para salvar la vida de Blackthorne aplacando a los daimyō cristianos, y también para tenerlos como aliados contra Ishido. Por eso, anima a Blackthorne a construir otro barco, que también mandará incendiar. El karma de Blackthorne es que no puede irse nunca de Japón, el karma de Mariko es que muera por su dueño, y el karma de Toranaga es su deseo de convertirse en Shogun.
En el corto epílogo, después de la batalla de Sekigahara, Ishido es capturado vivo y es enterrado hasta el cuello por Toranaga en el pueblo de los intocables. A los transeúntes se les da la oportunidad de cortar con un cuchillo de bambú el «cuello más famoso del reino» e Ishido «dura tres días y muere muy viejo».

## Exactitud histórica
Igual que pasa con las demás novelas de Clavell, el escenario y muchos de los personajes se basan en acontecimientos reales. Los personajes principales de Shogun están inspirados en personajes históricos: 
- John Blackthorne: William Adams (1564 – 1620)
- Yoshi Toranaga: Tokugawa Ieyasu (1543 – 1616)
- Yoshi Sudara: Tokugawa Hidetada (1579 – 1632)
- Yoshi Naga: Matsudaira Tadayoshi (1580 – 1607)
- Ishido: Ishida Mitsunari (1559 – 1600)
- Ochiba: Yodo-Dono (1569 – 1615)
- Yaemon: Toyotomi Hideyori (1593 – 1615)
- Onoshi: Otani Yoshitsugu (1558 – 1600)
- Harima: Arima Harunobu (1567 – 1612)
- Kiyama: Konishi Yukinaga (1555 – 1600)
- Sugiyama: Maeda Toshiie (1539 – 1599)
- Zataki: Matsudaira Sadakatsu (1560 – 1624)
- Toda Mariko: Hosokawa Gracia (1563 – 1600)
- Toda Hiromatsu «Puño de Hierro»: Hosokawa Fujitaka (1534 – 1610)
- Toda Buntaro: Hosokawa Tadaoki (1563 – 1646)
- Toda Saruji: Hosokawa Tadatoshi (1586 – 1641)
- Kasigi Yabu: Honda Masanobu (1538 – 1616)
- Kasigi Omi: Honda Masazumi (1566 – 1637)
- Goroda: Oda Nobunaga (1534 – 1582)
- Nakamura: Toyotomi Hideyoshi (1536 – 1598)
- Akechi Jinsai: Akechi Mitsuhide (1528 – 1582)
- Señora Genjiko: Oeyo (1573 – 1626)
- Martin Alvito: João Rodrigues (1561/1562 – 1633/1634)
- Johann Vinck: Jan Joosten van Lodensteijn (¿1556? – 1623)
- Paul Spillbergen: Jacob Quaeckernaeck (¿? – 1606)
- Padre Dell'Aqua: Alessandro Valignano (1539 – 1606)
- Hermano Michael: Miguel Chijiwa (¿1569? – 1633)
- Murasama, el forjador de espadas: Sengo Muramasa
- Yodoko: Nene (1528 – 1543)

Lo más probable es que el nombre del barco, Erasmus, haya sido acuñado por el nombre inicial del barco Die Liefde, el barco holandés capitaneado por William Adams, que llegó a las costas de Japón en el año 1600. El verdadero Erasmus fue renombrado para encajar con los nombres de los otros cuatro barcos de la expedición que partió desde Holanda en 1598.
El libro contiene varios anacronismos. Como ejemplo, el grito de ataque banzai se empezó a usar después del periodo feudal, en el Ejército Imperial Japonés, y como referencia al emperador de Japón. Además, al principio del libro, se dice que un personaje practica judo, cuando este deporte empezó a surgir como tal después de la era feudal. Sin embargo, en el libro se empieza a hablar de las artes marciales japonesas en 1724 (pero no como estilo o deporte específico), casi dos siglos antes de que Kano Jigoro fundara el arte moderno del judo. No queda claro si en el libro se hace referencia a ello o si el autor desconocía la historia de este deporte. Otro anacronismo es el hecho de que en las guerras de Japón se utilizaban los mosquetes en fila desde la batalla de Nagashino de 1575, no es que fueran introducidos por Blackthorne.
Tokugawa Ieyasu no ordenó la expulsión de los comerciantes europeos, sino que limitó el comercio entre éstos y Nagasaki. La expulsión de los misioneros cristianos fue ordenada por Hideyoshi, que no fue Shogun.
En las siguientes novelas de Clavell, se revela que Toranaga finalmente asedia el castillo de Ochiba y Yaemon y les obliga a suicidarse, hecho que corresponde con la realidad. 
En el libro también se menciona que el cartógrafo Gerardo Mercator es holandés, cuando en realidad era flamenco, aunque en la época de las exploraciones esta distinción no era ni muy clara ni muy conocida.
En la novela, Vinck se vuelve loco y muere cuando se da cuenta de que, al igual que Blackthorne, está atrapado en Japón para siempre. La verdad es que Van Lodensteijn, el verdadero Vinck, sí que se adaptó a la vida en Japón y murió ahogado en 1623.
También se dice en la novela que el capitán del barco Erasmus muere al poco tiempo de llegar a Japón; de hecho Jacob Quaeckernaeck sobrevivió. En la obra de Clavell a ninguno de los tripulantes se les permite salir de Japón, pero a Quaeckernaeck y Melchior van Santvoort se les permitió dejar Japón en 1604.
El barco de Blackthorne es quemado por órdenes de Toranaga y el siguiente también será incendiado a sus órdenes. De hecho, «Der Liefe» no fue incendiado, sino que se pudrió en 1607; Adams sí que construyó dos barcos para Tokugawa -como el buque de guerra japonés San Buena Ventura- que se utilizaron para llevar a casa náufragos españoles desde Japón.

## Acogida
La novela fue un éxito de ventas, hasta el punto de motivar el rodaje de una serie de televisión protagonizada magistralmente por Richard Chamberlain y Toshirō Mifune.
Clavell, quien había sido prisionero de guerra de Japón durante la Segunda Guerra Mundial afirmó en cambio, que sólo había tratado de reflejar lo mejor posible el Japón medieval, y el contraste que habría supuesto para un occidental enfrentarse a una cultura tan distinta.

## Adaptaciones
La novela ha sido adaptada en 2 miniseries de televisión, como musical de Broadway, y como videojuego.
La primera miniserie de televisión, Shogun, fue producida en 1980. Se emitió durante cinco noches, al tener nueve horas de duración (doce, incluidos los anuncios). Participaron los actores Richard Chamberlain, Toshirō Mifune, Yoko Shimada, y John Rhys-Davies entre otros. La misma fue un enorme éxito y tuvo altas audiencias. Fue galardonada con el Premio Peabody 1981, tres premios Emmy por diseño de vestuario, producción y diseño de títulos; y en ese mismo año con los Golden Globe por las magistrales actuaciones de Richard Chamberlain y de la japonesa Yôko Shimada.
En el 2024 se estrenó la segunda adaptación para televisión, llamada igualmente Shōgun, la cual fue conformada por 10 capítulos. Su fecha de lanzamiento fue el 27 de febrero y fue presentada a través de las plataformas de streaming Hulu, Disney+ (dentro de la Hub Hulu) y FX en Estados Unidos, en el resto del mundo en Disney+ (dentro de Star), en el sudeste asiático en Disney+ Hotstar y en Latinoamérica por Disney+ y Star+.
Actores de la versión de 1980:
- Richard Chamberlain como piloto mayor John Blackthorne, también denominado Anjin-san.
- Toshirō Mifune como Yoshi Toranaga, señor del Kwanto.
- Yôko Shimada como Mariko Buntaro-Toda.
- Damien Thomas como el Padre Martín Alvito.
- John Rhys-Davies como el piloto mayor Vasco Rodrigues.
- Takeshi Ôbayashi como Urano.
- Michael Hordern como hermano Domingo.
- Yuki Meguro como Omi, samurái líder de Anjiro.
- Frankie Sakai como señor Kasigi Yabú, daimyō de Izu.
- Alan Badel como el Padre Dell'Aqua.
- Leon Lissek como el Padre Sebastião.
- Vladek Sheybal como el capitán Ferriera
- Hideo Takamatsu como Buntaro.
- Nobuo Kaneko como Ishido, dueño del castillo de Osaka.
- Hiromi Senno como la consorte Fujiko.
- George Innes como el marinero Johann Vinck.
- Hiroshi Hasegawa como el capitán de la galera.
- Akira Sera como el ayudante.
- Atsuko Sano como Ochiba.
- Miiko Taka como Kiri.